# Nguibassal
Nguibassal è un comune del Camerun, che fa parte del dipartimento di Nyong e Kéllé nella regione del Centro.